# Feike Sijbesma
Feike Sijbesma, né en 1959 à Nieuw-Loosdrecht (Hollande-Septentrionale), est un chef d'entreprise néerlandais, président-directeur général et président du comité de gestion de DSM depuis 2007.

## Biographie et carrière

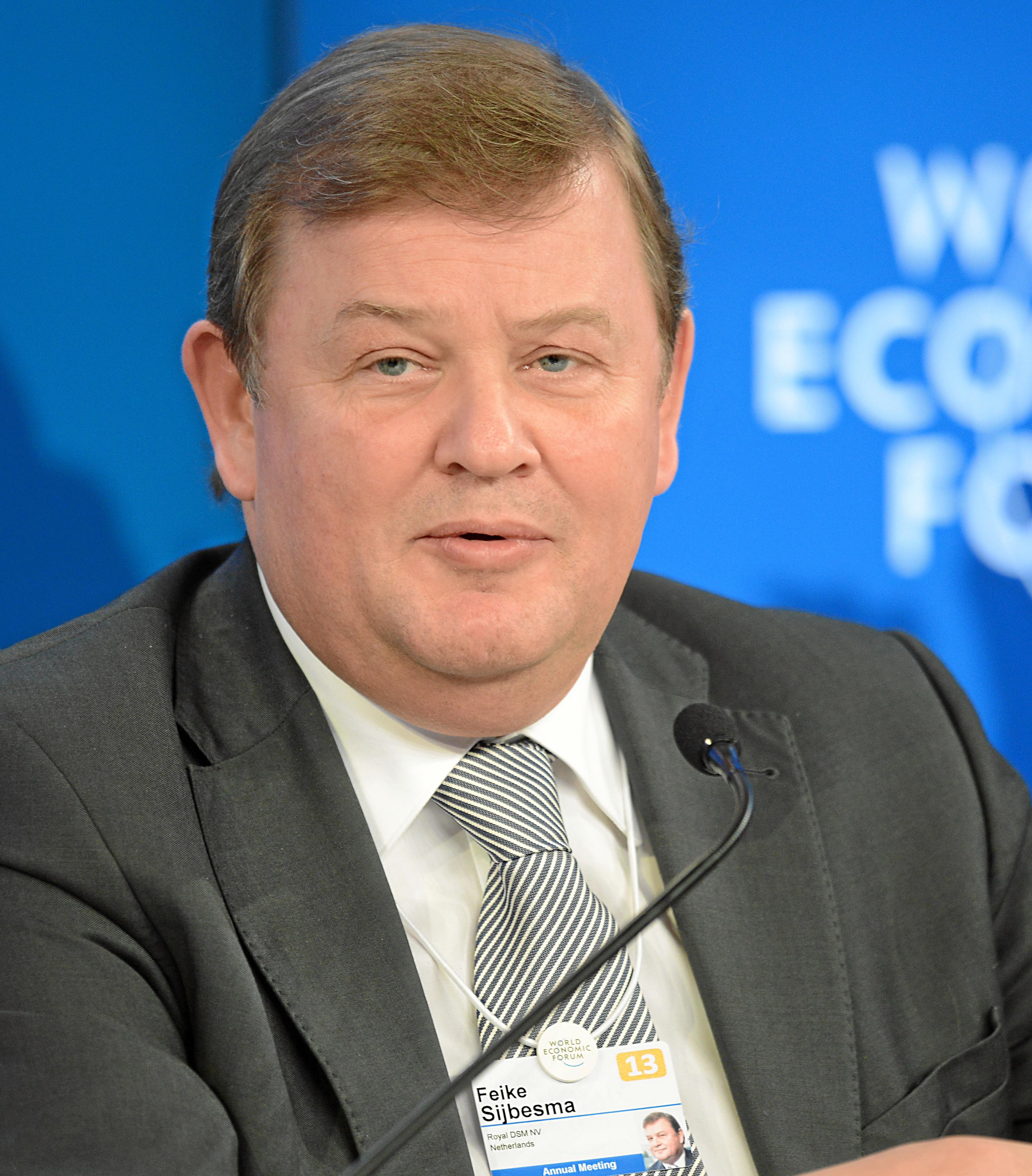
Sijbesma au Forum économique mondial de 2013.

Sijbesma naît en 1959 à Nieuw-Loosdrecht aux Pays-Bas. Son père est agent d'assurance.
Sijbesma obtient un Master of Science (MSc) en biologie médicale à l'université d'Utrecht puis une maîtrise en administration des affaires (MBA) à l'université Érasme de Rotterdam en 1987,. Il travaille ensuite dans le domaine pharmaceutique au sein de la compagnie néerlandaise de biotechnologie Gist-Brocades. En 1993, il devient manager général de l'unité des aliments salés de Gist-Brocades, avant d'être nommé au comité exécutif de l'entreprise. En 1998, il devient directeur Marketing & Ventes de la compagnie. La même année, Gist-Brocades est rachetée par le groupe DSM, ; Sijbesma devient alors directeur de DSM Food Specialties,.
En 2000, il intègre le comité de direction de DSM, alors que l'entreprise se tourne vers les produits alimentaires et de biotechnologie,,. En 2007, il est nommé président-directeur général et président du comité de direction du groupe,. Il oriente l'entreprise vers les sciences de la vie et les sciences des matériaux. DSM écoule son dernier produit pétrochimique en 2010. En tant que PDG, Sijbesma supervise le rachat de 25 entreprises par DSM. Il signe un partenariat avec le Programme alimentaire mondial de l'Organisation des nations unies (ONU) pour fournir de l'aide alimentaire au Kenya et au Rwanda. Un partenariat entre DSM, le Programme alimentaire mondial et le gouvernement rwandais donne naissance à une usine agro-alimentaire (Africa Improved Foods) au Rwanda. En 2010, l'ONU décerne à Sijbesma le prix de l'humanitaire de l'année.
En 2016, Sijbesma est nommé co-président de l'Assemblée de haut-niveau de la Coalition pour le leadership en matière de tarification du carbone (CPLC) organisée par le Groupe de la Banque mondiale. En 2017, le Groupe de la Banque mondiale lui décerne le titre de Global Climate Leader. La même année, il promeut publiquement l'usage de la tarification du carbone par les entreprises et les États. Sijbesma est aussi membre du comité mondial des PDG de l'Association populaire chinoise pour l'amitié avec les pays étrangers (en), qui conseille le Premier ministre de la république populaire de Chine.

## Autres fonctions
- Membre du comité de supervision de la Banque des Pays-Bas
- Membre non-exécutif du comité de direction d'Unilever
- Membre du groupe de direction du Scaling Up Nutrition Movement (depuis 2016, nommé par le secrétaire général des Nations unies Ban Ki-moon)[16].
- Il est membre du conseil d'administration du Forum économique mondial[17].